# Набатов, Григорий Тихонович
Григо́рий Ти́хонович Наба́тов (25 марта 1910, Коряково, Царевококшайский уезд, Казанская губерния, Российская империя ― 3 июля 1982, Йошкар-Ола, Марийская АССР, РСФСР, СССР) ― советский военный лётчик, военачальник. Участник советско-японской войны 1939 года: штурман-бомбардировщик в боях у р. Халхин-Гол. В годы Великой Отечественной войны начальник штаба 11-й гвардейской бомбардировочной авиационной Орловско-Берлинской Краснознамённой дивизии дальнего действия (1942―1945), гвардии полковник (1944). Один из первых орденоносцев — уроженцев Марийского края, кавалер орденов Красного Знамени (1939) и Ленина (1941). Член ВКП(б) с 1932 года.

## Биография
Родился 25 марта 1910 года в дер. Коряково Царевококшайского уезда Казанской губернии (ныне ― г. Йошкар-Ола) в крестьянской семье.
25 сентября 1928 года призван в Красную Армию. В 1931 году окончил Ульяновскую пехотную школу, в 1936 году ― Оренбургскую школу лётчиков-наблюдателей. В 1932 году вступил в ВКП(б).
В 1939 году — штурман-бомбардировщик в боях у р. Халхин-Гол, ранен в голову. В том же году награждён орденом Красного Знамени. В 1940 году окончил Липецкие высшие авиакурсы.
С 1941 года — участник Великой Отечественной войны: в 1941―1942 годах ― начальник оперативного отделения 42-й авиадивизии, в 1942―1945 годах ― начальник штаба 11-й гвардейской бомбардировочной авиационной Орловско-Берлинской Краснознамённой дивизии, гвардии полковник (1944). Был сослуживцем Героя Советского Союза Н. Ф. Гастелло. За время службы организационно обеспечил более 10 тысяч боевых вылетов, из них 394 — в глубокий тыл противника: Берлин, Кёнигсберг, Данциг, Варшаву, Бухарест, Хельсинки, Будапешт и другие города. Награждён орденами Ленина, Отечественной войны I степени, Александра Невского и Красной Звезды.
28 октября 1946 года уволился в запас. С 1949 года — пенсионер, проживал в Йошкар-Оле.
Ушёл из жизни 3 июля 1982 года в Йошкар-Оле, похоронен на Туруновском кладбище.

## Боевые награды
- Орден Ленина (11.09.1941)[2][3][8]
- Орден Красного Знамени (17.11.1939)[2][3]
- Орден Отечественной войны I степени (04.06.1945)[2][3]
- Орден Александра Невского (08.08.1944)[2][3]
- Орден Красной Звезды (03.11.1944)[2][3]
- медали, в том числе:
- «За оборону Сталинграда»,
- «За оборону Москвы»,
- «За оборону Ленинграда»,
- «За победу над Германией в Великой Отечественной войне 1941—1945 гг.»